# Albrecht Gerkrath
Albrecht Gerkrath (* 1872; † 1909) war ein deutscher Manager.
Gerkrath, Sohn von Franz Gerkrath, stand von 1901 bis zu seinem Tode der Nordstern-Versicherung als Generaldirektor vor.
Mit einem Artikel in der Zeitschrift für die gesamte Versicherungswissenschaft leistete er 1906 einen wesentlichen Beitrag zur Bestimmung des Begriffs „Unfall“.